# Tante Frieda – Neue Lausbubengeschichten

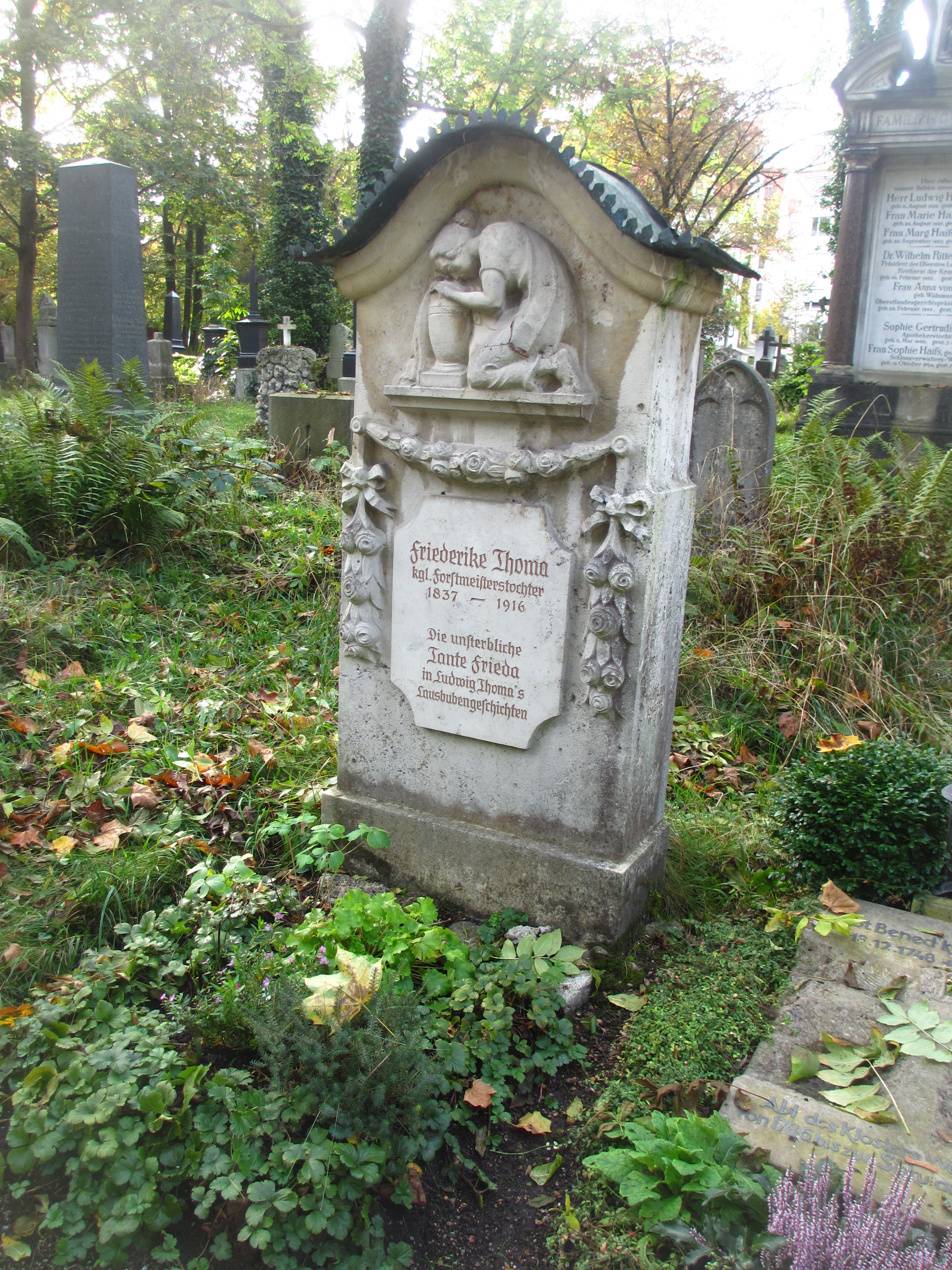
Grab von Friederike Thoma auf dem Alten Südlichen Friedhof in München

Tante Frieda – Neue Lausbubengeschichten ist der zweite Teil der Lausbubenfilme nach Motiven von Ludwig Thoma. Die Regie des Films lag bei Werner Jacobs, in den Hauptrollen agierten Hansi Kraus als Ludwig Thoma, Heidelinde Weis als Ludwigs Cousine Cora, Friedrich von Thun als Jäger Franz Reiser, Gustav Knuth als Brauereibesitzer Gustav Schultheiss sowie Elisabeth Flickenschildt als besagte Tante Frieda. 
Die Uraufführung des Films fand am 22. Dezember 1965 statt. Das Filmplakat empfahl den Film seinerzeit mit den Worten: „Das Allerbeste für alle, die gern herzlich lachen!“ Ein anderes Filmplakat sprach von einem „zünftigen Farbfilm-Lustspiel mit viel Herz und saftigem Humor!“

## Handlung
Um aus dem Internat wieder nach Hause geschickt zu werden, schneidet Ludwig den Bart seines Lehrers Hauptmann a. D. Semmelmaier ab, während dieser ein Nickerchen hält.
Endlich wieder daheim, muss er natürlich wieder auf das hiesige Gymnasium, worüber der Direktor nicht sehr erfreut ist. Seine alten Klassenkameraden dagegen feiern seine Rückkehr.
Im Hause Thoma steht die Hochzeit von Ludwigs Schwester Ännchen mit dem jungen Karl Schultheiss an, dessen Vater in Berlin eine Brauerei besitzt. Schon früh am Morgen bringt der Apotheker Seitz der Braut ein Ständchen, was Ludwig nervt, woraufhin er versucht, den Gesang zu stören. Als seine Schwester ihr Brautkleid anziehen will, reißt es unverhofft, und Ludwig soll ganz schnell die Schneiderin holen. Aber er bummelt natürlich und geht erst noch Fische fangen. In letzter Minute wird die Schneiderin fertig und Ännchen kommt gerade noch pünktlich zur Kirche.
Unerwartet trifft Ludwigs Tante Frieda zur Hochzeit ein und verkündet gleich, etwas länger bleiben zu wollen, damit sich das Fahrgeld rentiere. Ludwig sinnt schon auf seinen nächsten Streich: Er schüttet Tinte ins Weihwasser am Ausgang der Kirche, sodass alle, die sich dort bekreuzigen, blaue Farbe im Gesicht haben. Auf der Hochzeitsfeier setzt sich Ludwig neben den braven Max, den er ständig zum Trinken animiert, sodass der Musterschüler nach kurzer Zeit total betrunken ist, als er zur Ehrung des Brautpaars ein Gedicht aufsagen soll. Ludwig nutzt die Zeit und setzt dem Brautpaar einen Igel ins Bett.
Einer der Hochzeitsgäste, Rittmeister von Stülphagel, lässt keinen Zweifel an seinem Interesse an der Damenwelt. So hat er es auch auf Ludwigs schöne Cousine Cora abgesehen, die bei den Thomas wohnt. Ludwig sagt ihm zu, behilflich zu sein, doch stellt er ihm die Leiter zum Fensterln an das falsche Fenster, und der Rittmeister landet im Zimmer von Tante Frieda, sodass er schleunigst den Rückzug antritt. Doch er unternimmt einen zweiten Versuch und schickt Cora einen Blumenstrauß mit einer Einladung zu einem Rendezvous. Ludwig bringt die Blumen aber nicht zu Cora, sondern zu Tante Frieda.
Als Ludwig versucht einem Mädchen, in das er heimlich verliebt ist, einen Brief zu schreiben, wird dieser von Pfarrer Falkenberg (genannt Kindlein) entdeckt und dem Direktor übergeben. Zur Strafe soll er in eine Besserungsanstalt eingewiesen werden und kommt zunächst in polizeiliche Verwahrung. Da gerade der Prinzregent Luitpold von Bayern zu einer Jagd in Ludwigs Dorf erscheint, bittet Tante Frieda um eine Audienz und Gnade für ihren Neffen. Der Prinzregent willigt schließlich ein, denn er kannte Ludwigs verstorbenen Vater Max Thoma aus seiner Jugendzeit, als dieser im königlichen Dienst stand. Außerdem bestellt er den Revierjäger Franz Reiser zu sich und befördert ihn zum Revierförster. Damit ist Franz Cora standesmäßig ebenbürtig und macht ihr sogleich einen Heiratsantrag, was Ludwig ein wenig nervt, da nun schon wieder Hochzeit ist.

## Hintergrund
Historisches Vorbild der „Tante Frieda“ war die Forstmeisterstochter Friederike Thoma (1837–1916). Ihre Grabstätte befindet sich auf dem Alten Südlichen Friedhof in München (Gräberfeld 17 – Reihe 5 – Platz 1/2). Standort
Wie bei allen Filmen der Reihe erfolgten auch die Dreharbeiten zu Tante Frieda – Neue Lausbubengeschichten in der oberbayerischen Gemeinde Beuerberg südlich von Wolfratshausen.

## Kritiken
Das Heyne Filmlexikon findet 1996: „Hanebüchen zerfahrene Verfilmung von Ludwig-Thoma-Texten und Dazuerfundenem.“
Der Filmdienst schreibt: „Der hintergründige Protest gegen gesellschaftliche Konventionen und klerikale Unwahrhaftigkeit wird durch eine drastische Erzählweise und einige Anzüglichkeiten unnötig vergröbert.“
Beim Evangelischen Filmbeobachter hieß es: „Neue Lausbubengeschichten, die in Milieuzeichnung und Menschendarstellung die humorgewürzte Buchvorlage kaum noch ahnen lassen. Deutlicher Leistungsabfall auch gegenüber dem ersten Teil unter der Regie Käutners. Ab 12 Jahren möglich, jedoch nicht zu empfehlen.“